# نادي النصر (ليبيا)
نادي النصر هو نادي كرة قدم ليبي محترف مقره بنغازي، تأسس سنة 1954 واشهر رسميا عام 1955.
كانت أول مشاركة دولية لفريق كرة القدم في النادي في مدينة نابل التونسية.

## تاريخ
في 28 أبريل 1973 نال لاعب فريق النصر اللاعب الدولي والمهاجم الهداف يوسف صدقي لقب أفضل لاعب في بطولة الدوري الليبى لكرة القدم.
حقق الفريق الأول لكرة القدم لقب بطولة كأس الفاتح العظيم لكرة القدم مرتين الأولى كانت في 10 يونيو 1997 والثانية كانت في يونيو 2003 بفوزه على فريق الاتحاد بفارق المبارتين ذهابا وايابا.
في الـ 22 من شهر سبتمبر 1985 وصل فريق النصر إلى المربع الذهبي من بطولة أفريقيا للأندية حاملة الكؤوس. وفي 31 يوليو 1987 أحرز النادي بطولة دورى الجماهيرية لكرة القدم لأول مرة، وحصل هدافه فرج البرعصي على لقب هداف الدوري لموسم 1987 برصيد 13 هدفا. وبعد واحد وثلاثين عاما عاد نادي النصر الرياضي للحصول والتتويج بلقب الدوري الليبي الممتاز لكرة القدم وذلك للموسم الرياضي 2017-18 بقيادة المدرب فوزي العيساوي.
في 25 من شهر أغسطس 1998 حصل لاعبه الدولي محمد عبد السلام الشهير بلقب (الشبة)على كأس هداف العرب في بطولة الأندية العربية في بيروت - لبنان.
في شهر نوفمبر سنة 2000 حصل اللاعب الدولي فوزي العيساوي على لقب لاعب القرن في لعبة كرة القدم الليبية، وفي مارس 1982 حصل على جائزة أفضل لاعب في دورة الأمم الأفريقية لكرة القدم الـ 13 التي أقيمت في ليبيا، كما تم اختياره ضمن قائمة منتخب العرب الذي لعب مباراة ودية مع مختلط أندية هولندا في العاصمة القطرية الدوحة.

## الألقاب والإنجازات
كأس ليبيا
- البطل (3): 1996-97، 2002-03، 2009-10.[4]

الدوري الليبي الممتاز
- البطل (3): 1986-87، 2017- 18.[4]

الدوري الليبي الدرجة الثانية
- البطل (1): 2005-06.[4]

كأس السوبر الليبي
- البطل (1): 2021.[4]

## الأنشطة الرياضية الأخرى

### كرة اليد
في موسم 1973-74 حقق فريق النصر لكرة اليد بطولة الجماهيرية العظمى، وهي أول بطولة على مستوى الجماهيرية. وفي موسم 1985-86 حصل الفريق الأول لكرة اليد على بطولة الجماهيرية العظمى مع المدرب مفتاح محمد العريبي. حقق الفريق ثلاثية تاريخية إذ نال لقب بطولة ليبيا الكرة اليد 2008-09، وبطولة كاس الفاتح 2008-09، وبطولة كأس السوبر الليبية 2008-09.

### الكرة الطائرة
في موسم 1978-79 حصل الفريق الأول للكرة الطائرة على أول بطولة له على مستوى الجماهيرية العظمى.